# Gasparino Zorzi
Gasparino Zorzi (Vacaria, 6 de agosto de 1903 — Campos Novos, 5 de julho de 1984) foi um militar e político brasileiro.
Filho de José Zorzi e de Silvana Monteiro Zorzi.
Foi deputado à Assembleia Legislativa de Santa Catarina na 1ª legislatura (1947 — 1951).
Foi prefeito municipal de Campos Novos.